# Locomotiva FS E.626

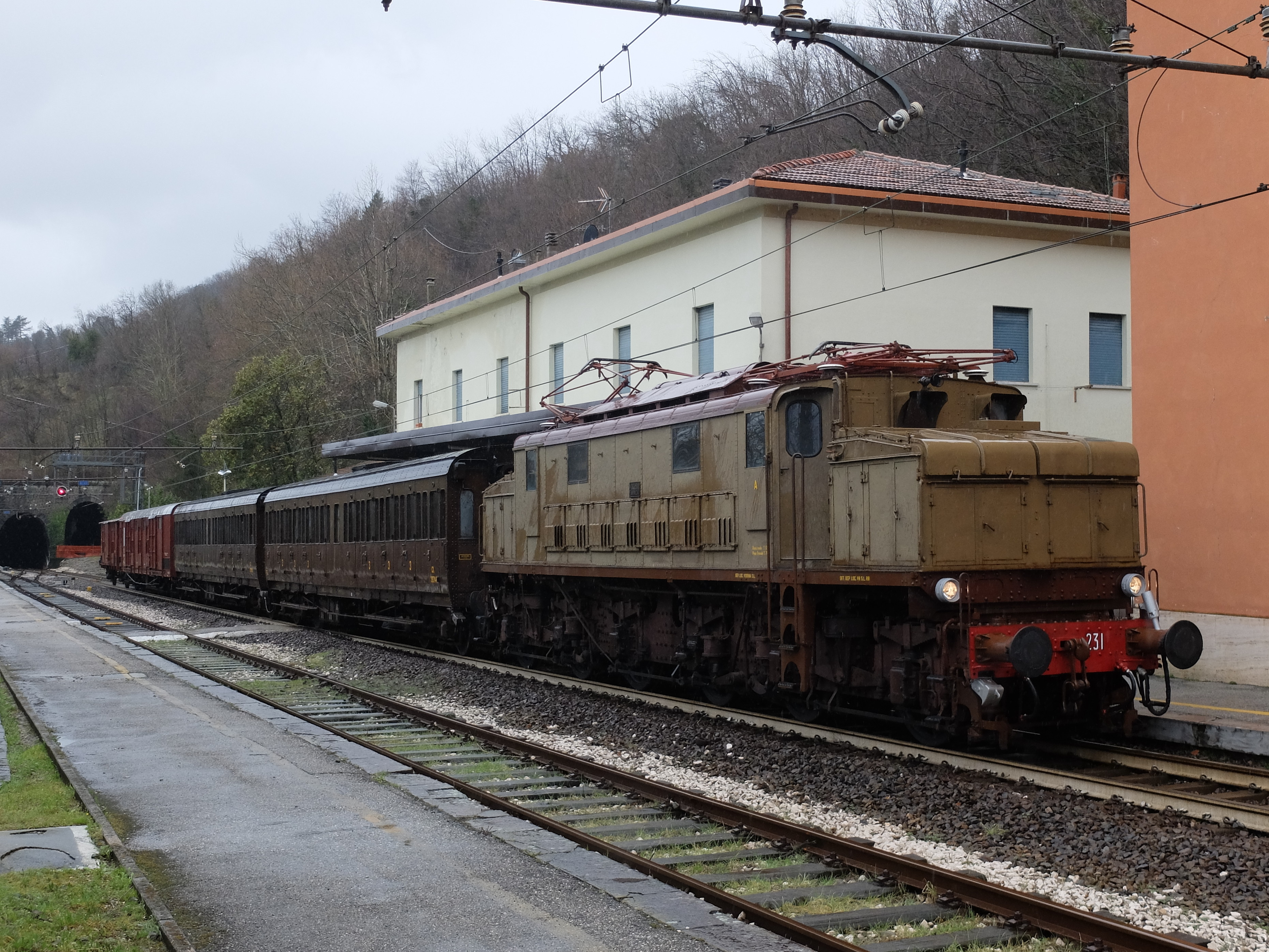
E.626.231 con un treno storico sulla ferrovia Porrettana.

Le locomotive elettriche del gruppo E.625 ed E.626 furono i primi mezzi di trazione a corrente continua a 3000 V a essere costruiti e messi in esercizio dalle Ferrovie dello Stato Italiane, tra il 1927 e il 1939. Rappresentano il gruppo di locomotive che ha avuto vita più longeva in assoluto sulla rete ferroviaria italiana (e tra i più longevi tra le principali amministrazioni ferroviarie mondiali), restando in servizio commerciale regolare in ambito FS per ben 72 anni, con l'ultima E.626 ritirata nel 1999.

## Storia
Le E.626 nascono nel 1926 da una richiesta lanciata dalle Ferrovie dello Stato alle aziende dell'epoca per la costruzione di una motrice elettrica a corrente continua da utilizzare sulla linea Benevento-Foggia, allora in corso di elettrificazione. Questa linea, storica per essere stata la prima elettrificata con questo sistema in Italia invece che a corrente trifase (3600 V 16⅔ Hz), venne concepita come la "prova generale" per l'adozione di questo tipo d'alimentazione sulle principali tratte nazionali: il sistema a corrente continua a 3 kV è quello ancora oggi adottato come standard, anche se per la rete ad alta velocità è stato usato il 25 kV CA.
Il progetto della parte meccanica venne sviluppato dal team dell'ingegner Giuseppe Bianchi del Servizio Materiale e Trazione FS di Firenze, "padre fondatore" dell'odierno sistema ferroviario italiano e di molte locomotive storiche; su richiesta specifica delle Ferrovie, le nuove motrici avrebbero dovuto avere 6 assi motori, per distribuire meglio il peso delle macchina sulle linee di allora, dotate di armamenti leggeri, e per migliorare l'aderenza in salita.
Con l'adozione della corrente continua su tutta la rete, le E.626 emersero come "cavallo da lavoro" ideale per l'opera di rimodernamento delle ferrovie. Costruito in 448 esemplari in 3 serie fondamentali più i prototipi, seppur con lievi differenze nell'elettromeccanica, il gruppo E.626 venne concepito con soluzioni semplici, resistenti e standardizzate per semplificare la riparazione in caso di guasto.
Le prime prove vennero fatte sulla linea Benevento-Foggia, nel settembre del 1927, utilizzando tre prototipi di E.626 costruiti dalla Società Nazionale Officine di Savigliano con parte elettrica della Metropolitan-Vickers di Manchester. I primi 14 prototipi (otto di tipo E.625 a rapporto di trasmissione corto per servizi merci e sei E.626 con rapporto lungo per servizi passeggeri), vennero usati per lo sviluppo delle nuove tecnologie e per la scelta della componentistica da utilizzare: sottoposti a test intensivi sulla Benevento-Foggia si dimostrarono macchine potenti e resistenti, tanto che vennero messe in servizio già nel 1928, un anno dopo la costruzione.
Nel 1930 venne lanciata la prima produzione di serie, 85 esemplari consegnati nei due anni successivi, insieme ad una delle macchine di test ricostruita per un incidente e ai restanti prototipi aggiornati dal punto di vista tecnologico: le E.625 vengono riconvertite in E.626 con la sostituzione del blocco di trasmissione. Tra il 1934 e il 1938 vennero prodotte a tempo di record 308 unità, più leggere grazie all'eliminazione del motogeneratore elettrico a 90 V per l'alimentazione dei gruppi ausiliari sostituito dai gruppi a 3000 V: una delle unità prototipo, la N.012 fu demolita, e i motori recuperati sono installati sulla E.626.008. Nel 1939 fu consegnata la terza serie di sole 41 unità con trasmissione corta, ma già l'anno dopo si procedette alla riconversione e all'uniformazione con le altre. Dopo le distruzioni della guerra, nel 1946, le Ferrovie approfittarono delle riparazioni sulle unità danneggiate per riconvertire le prime serie della flotta, aggiornandole con gli impianti della serie III.
Durante la guerra era intanto cominciata la costruzione del primo gruppo di locomotive concettualmente derivato dalle E.626, denominato E.636, con cui inizialmente condividevano i motori e alcune parti dell'elettromeccanica.
Con il termine del conflitto numerose unità rimasero sparse per l'Europa: nel 1949 17 unità furono ufficialmente cedute, come riparazione ai danni di guerra, alle ferrovie jugoslave, dove furono classificate nel gruppo 361, altri 4 esemplari, sempre per cause belliche finirono numerate E.666 alle ferrovie cecoslovacche nel 1945 e modificate per usufruire della catenaria a 1,5 kV invece dei 3 kV italiani.

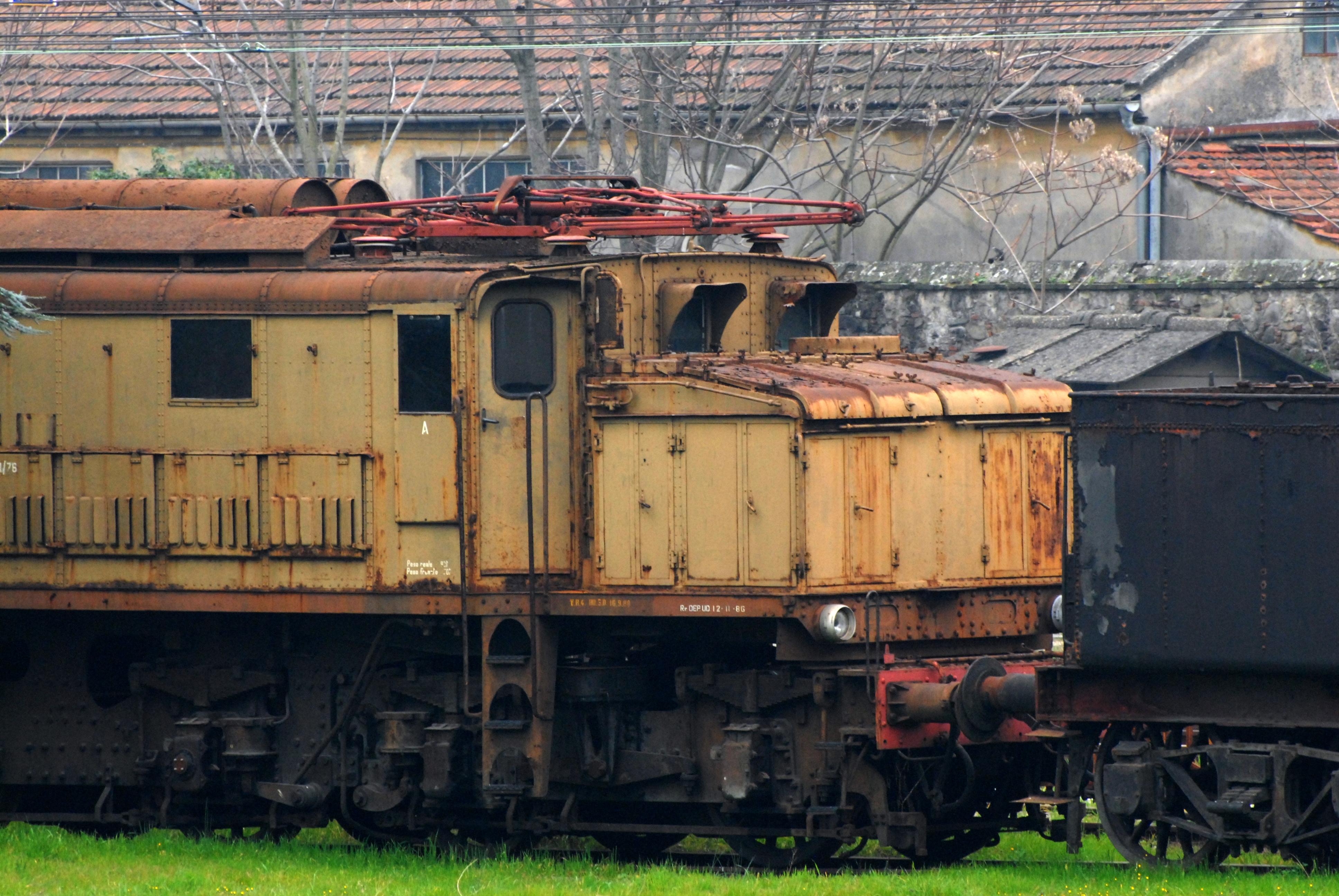
Dettaglio delle casse frontali della E.626.428

Oramai inadeguate al traffico passeggeri, vennero in massa spostate ai treni merci, mantenendo solo in alcune zone d'Italia predominio dei servizi navetta, con l'adozione dell'impianto citofonico e del comando a 13 poli, che collegato alla carrozza semipilota permetteva di percorrere delle tratte avanti e indietro senza dover manovrare la locomotiva per rimetterla in testa al treno. Questa rimaneva presenziata ai fini della trazione da un solo agente di macchina.
Nei primi anni cinquanta, 5 unità furono adattate e depotenziate per il servizio sulle linee montane Aosta-Pré-Saint-Didier e Bolzano-Merano, caratterizzate da curve particolarmente strette, procedendo alla de-motorizzazione dei due assi siti alle estremità.
Nel 1956 l'unità N.109 rimane coinvolta in un incidente, quando il direttissimo Roma-Reggio Calabria deraglia alla stazione di Scilla. L'anno successivo la numero 338 viene travolta da una ALe 840 a Roma Termini, riportando danni leggeri, mentre l'automotrice si capovolge su un lato. Il 5 gennaio 1960, la E.626.215 alla testa del diretto Sondrio-Milano deraglia a Monza a causa della nebbia. Vi furono 17 morti e 120 feriti. Peggiore ancora fu il disastro di Voghera, che nella notte del 31 maggio 1962 costò la vita a 64 persone, mentre altre 58 rimasero ferite gravemente, quando il merci trainato dalla E.626.379 tamponò violentemente un treno passeggeri in sosta.
L'ultima unità ad essere demolita per incidente fu la E.626.213, coinvolta in un tamponamento durante una manovra presso Vallo della Lucania il 25 ottobre 1991, quando urtò un treno passeggeri trainato da una E.444.
Durante gli anni settanta, ottanta e novanta 12 unità furono vendute alle ferrovie private. Le locomotive FS di questo gruppo continuarono a circolare trainando solo treni merci fino ai primi anni novanta, cessando in quegli anni definitivamente il servizio ordinario per motivi di anzianità. I servizi merci un tempo svolti tramite queste macchine vennero rilevati dalle locomotive E.656 e E.633. Al momento del ritiro (attorno al 1993) molte macchine risultavano ancora funzionanti e in discrete condizioni operative, per cui qualche esemplare restò comunque disponibile come scorta. L'ultima unità della serie E.626, la N.194, venne rimossa dal servizio di recupero per treni guasti nel 1999.
Negli ultimi anni di attività vi furono alcune proteste dei sindacati di categoria dei macchinisti che lamentavano l'inadeguatezza delle condizioni lavorative del personale di bordo a causa della cabina priva di qualunque comfort, rumorosa e con rientrate d'aria da ogni parte e per l'eccessiva rudezza delle sospensioni soggetta a continui sbattimenti trasversali.
Dopo il ritiro 7 unità sono state mantenute per fini museali, mentre 12 (tra cui il prototipo E.626.001) sono state ristrutturate e vengono utilizzate per effettuare treni storici. Altre 3 sono passate in carico alla ferrovia in concessione "La Ferroviaria Italiana" e da quest'ultima confluite nel parco di TFT, che le ha utilizzate per svolgere sporadici servizi merci o trasferimenti di materiale, fino al loro accantonamento avvenuto nel 2018.

## Tecnica
Su indicazioni di Bianchi si scelse di privilegiare l'affidabilità e la manutenibilità delle macchine invece delle pure prestazioni: la E.626 venne concepita come locomotiva multiruolo, e negli anni tenne fede a questa vocazione.
Venne richiesto che i motori, di tipo 32R, fossero montati direttamente sopra le coppie di ruote motrici per semplificare la trasmissione, noto punto debole dei mezzi dell'epoca. La soluzione proposta consisteva in una ruota dentata cilindrica fissata per calettatura a freddo sull'asse della sala, su cui faceva presa l'ingranaggio del collettore della trasmissione.
Venne adottato il tipo classico, quello "tranviario", di posizionamento dei motori, bilanciati lateralmente su travi trasversali, detto sospensione per il naso.

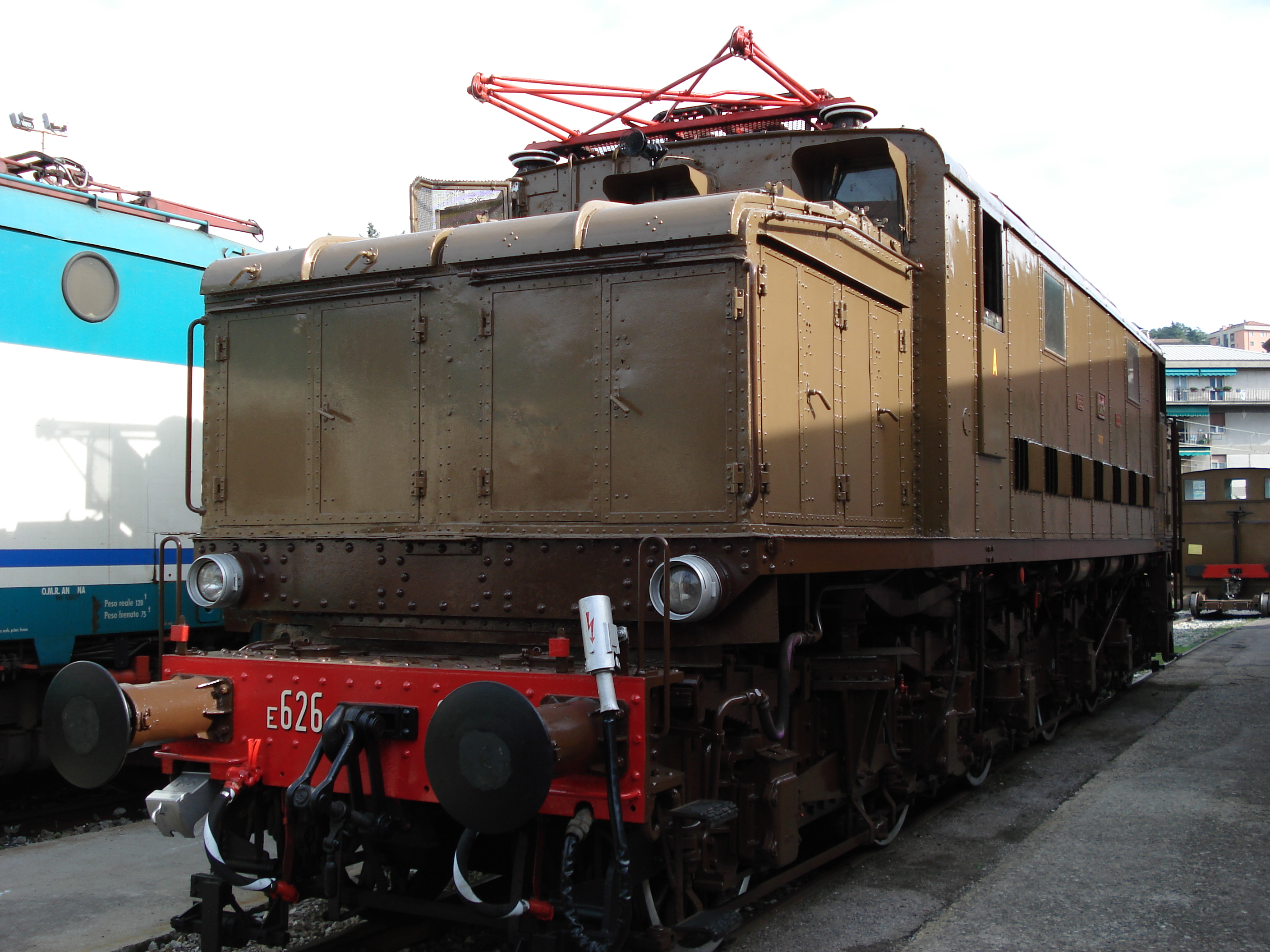
E.626.294 in sosta presso il Museo Nazionale dei Trasporti a La Spezia, il 29 ottobre 2006.

Questo sistema che doveva garantire più robustezza e migliore manutenzione dei complessi sistemi di biellismo delle macchine a vapore e delle locomotive elettriche trifase si dimostrò invece il maggiore punto debole delle E.626 alle velocità più alte, tanto che dopo una serie di rotture la velocità massima venne limitata a 95 km/h.
La trasmissione era molto rumorosa, ma non erano tempi in cui ci si curava molto del comfort dei macchinisti.
Inizialmente venne pensata in due versioni, la prima con trasmissione più lunga da 24/73 (denominata E.626), la seconda con una trasmissione corta (21/76) più adatta alla produzione di sforzo, destinata ai merci e ai treni pesanti (E.625). Questa idea estremamente innovativa per i tempi venne presto abbandonata dopo i primi prototipi per mantenere la standardizzazione delle macchine, ma fu recuperata alla fine della produzione per gli ultimi 41 esemplari, costruiti con il rapporto di trasmissione di tipo E.625. Quando emerse l'insufficienza dei 50 km/h di velocità massima delle E.625, si procedette a modificarle e riclassificarle come E.626. Alcune unità di II e III serie furono equipaggiate nel periodo prebellico con un rapporto di trasmissione più adatto al servizio viaggiatori, il 29/68. Ferma restando la velocità massima di 95 km/h, con tale rapporto era possibile incrementare le velocità relative alla potenza continuativa e oraria, seppure a scapito dello sforzo di trazione. Tali macchine erano originariamente distinguibili mediante una stella bianca a 5 punte dipinta sulle traverse di testa e sulla fiancata della cassa (per tale motivo erano noti anche come "626 stella"). Nel periodo postbellico tali unità vennero gradualmente riconvertite al rapporto 24/73.
La struttura stessa della macchina era indice di una concezione razionalista derivata dalle motrici trifase di ultima generazione: costruita su una cassa rigida in acciaio montata su un telaio articolato sorretto dal carrello centrale, era pensata come un insieme disarmonico di tre corpi, uno centrale contenente la cabina e due estremi più piccoli con i cofani delle apparecchiature. Questi ultimi limitavano molto la visibilità della rotaia.
Il pantografo, di cui vennero sperimentati anche i primi modelli di tipo elettropneumatico, diede diversi problemi nelle prove iniziali e, dopo aver scartato il tipo 12FS, si decise di sostituire il tipo 22FS per adottare il nuovo modello 32FS, successivamente adottato anche per le locomotive elettriche E.326 ed E.428.
Sulle E.626 il controllo della trazione avviene tramite banchi di reostati a resistenze per l'avviamento e tramite la variazione del collegamento dei motori:
- con tutti e sei i motori in serie, configurazione chiamata serie, che limita la corrente di avviamento (altrimenti a motori fermi raggiungerebbe valori altissimi provocando surriscaldamenti e slittamento delle ruote).
- Con due gruppi in parallelo di tre motori in serie ciascuno, configurazione chiamata serie-parallelo;
- Con tre gruppi in parallelo di due motori in serie ciascuno, configurazione chiamata parallelo, per raggiungere la massima velocità.

La scelta della configurazione e di quanti banchi di resistenze inserire all'avviamento avviene con un controller comandato da una leva (detta maniglione o anche in gergo "roncola") che controlla una serie di contattori che provvedono a stabilire gli opportuni collegamenti: la corsa del maniglione avviene su una corona provvista di tacche e divisa in tre aree, ciascuna per ogni configurazione dei motori; le tacche sono corrispondenti alle diverse posizioni di esclusione del reostato. La posizione di marcia, in ciascuna delle tre combinazioni di motori, prevede la totale esclusione del reostato nel più breve tempo possibile per evitarne il surriscaldamento.

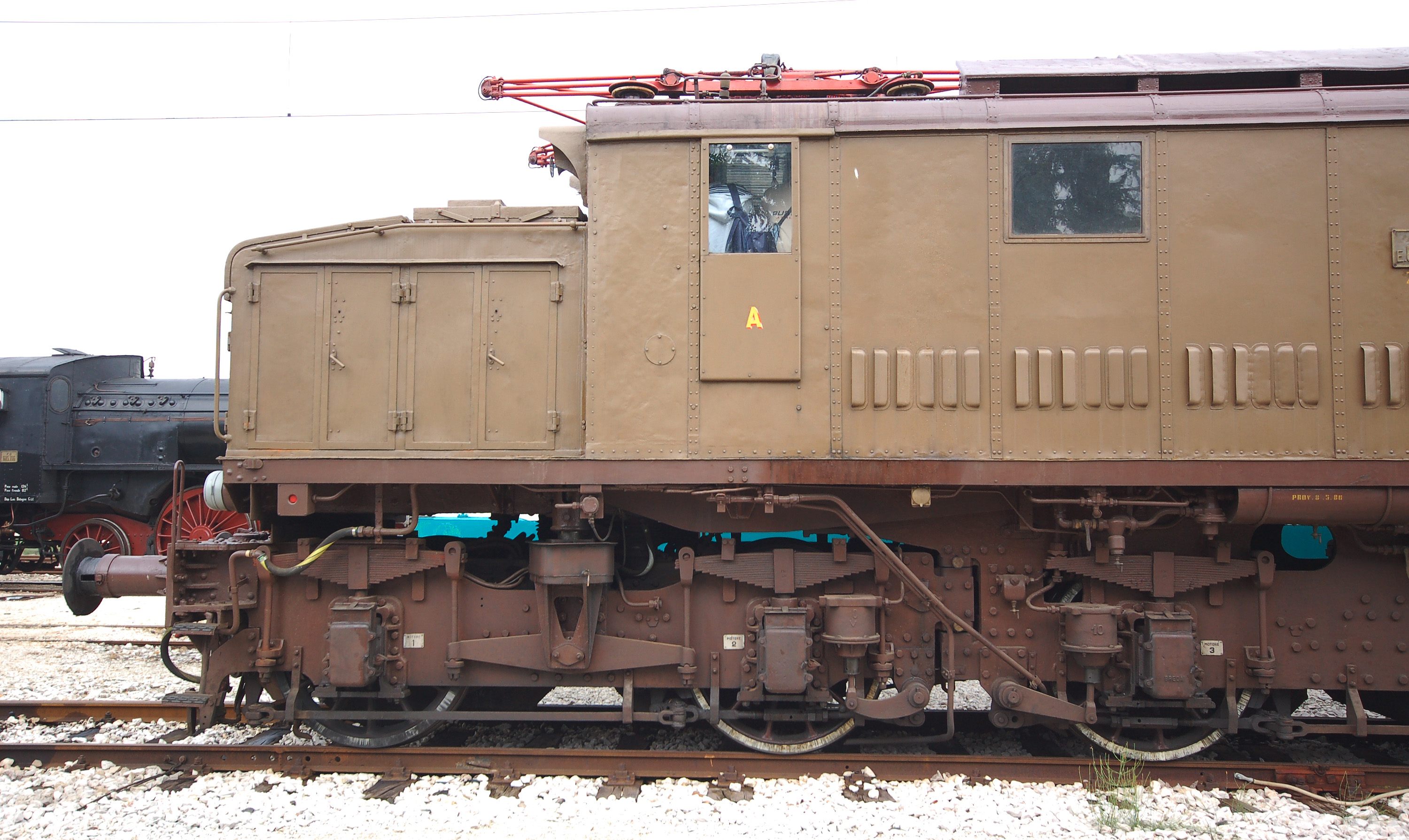
E.626.001 dettaglio dei carrelli e sottocassa

Un ultimo strumento per il controllo della trazione è l'indebolimento del campo dello statore (un grado disponibile su queste macchine) che, causando un indebolimento della forza elettromotrice, produce un incremento di corrente nel motore allo scopo di raggiungere un numero di giri più elevato. Su alcune delle E.626 l'indebolimento è comandato da una tacca extra del maniglione, su altre da un pulsante a parte. In ogni caso nelle locomotive E.626 lo shunt è di tipo "ohmico": l'indebolimento di campo viene effettuato riducendo la tensione sullo statore mediante l'inserimento di una resistenza in serie all'avvolgimento statorico. Tutte le E.625/626 di pre-serie furono equipaggiate con apparecchiature che consentivano la frenatura elettrica a recupero di energia, così come avveniva in maniera del tutto automatica sulle locomotive trifasi (il motore asincrono trifase, infatti, se trascinato funziona automaticamente da alternatore); i motori in corrente continua, invece, non potevano all'epoca funzionare automaticamente da dinamo, ma necessitavano di apparecchiature volte a eccitare il rotore e regolare (tramite resistenze) l'intensità dell'azione frenante. Tali apparecchiature furono montate anche sulle unità di prima serie unificata (015-099) e sulla seconda serie (100-407), ma non collegate, vennero eliminate dopo le ricostruzioni postbelliche.
Con l'industrializzazione della prima serie venne applicato per la prima volta il concetto dell'"interoperabilità" studiato dall'Ingegner Bianchi: alcuni elementi vennero uniformati a quelli in uso sulle E.326 e sulle E.428, per renderne più facile il reperimento, ridurre i costi e permettere un più efficiente addestramento del personale.
La biella laterale sul quarto asse installata inizialmente su tutte le locomotive del gruppo e poi gradualmente eliminata tranne che sulle E.626.015-099 non modificate, azionava un compressore meccanico di supporto ai motocompressori. Era prassi comune all'epoca, infatti, di provvedere le macchine di un sistema integrativo di produzione dell'aria compressa per i servizi, che potesse anche servire da emergenza in caso di avarie ai compressori principali. Il compressore meccanico fu infatti installato anche sulle successive locomotive dei gruppi E.326 ed E.428, anche se successivamente eliminato.

## Unità ancora esistenti
- Sono ancora esistenti sebbene non più funzionanti le unità E.626.006 (una delle modificate quadrimotore), E.626.223 e E.626.311 di TFT Trasporto Ferroviario Toscano, rilevate dalla precedente società in concessione di Arezzo, La Ferroviaria Italiana, la quale aveva acquisito anche la E.626.012 (poi demolita), ricolorando per un certo periodo la 006 nella propria livrea sociale nera con panconi rossi.

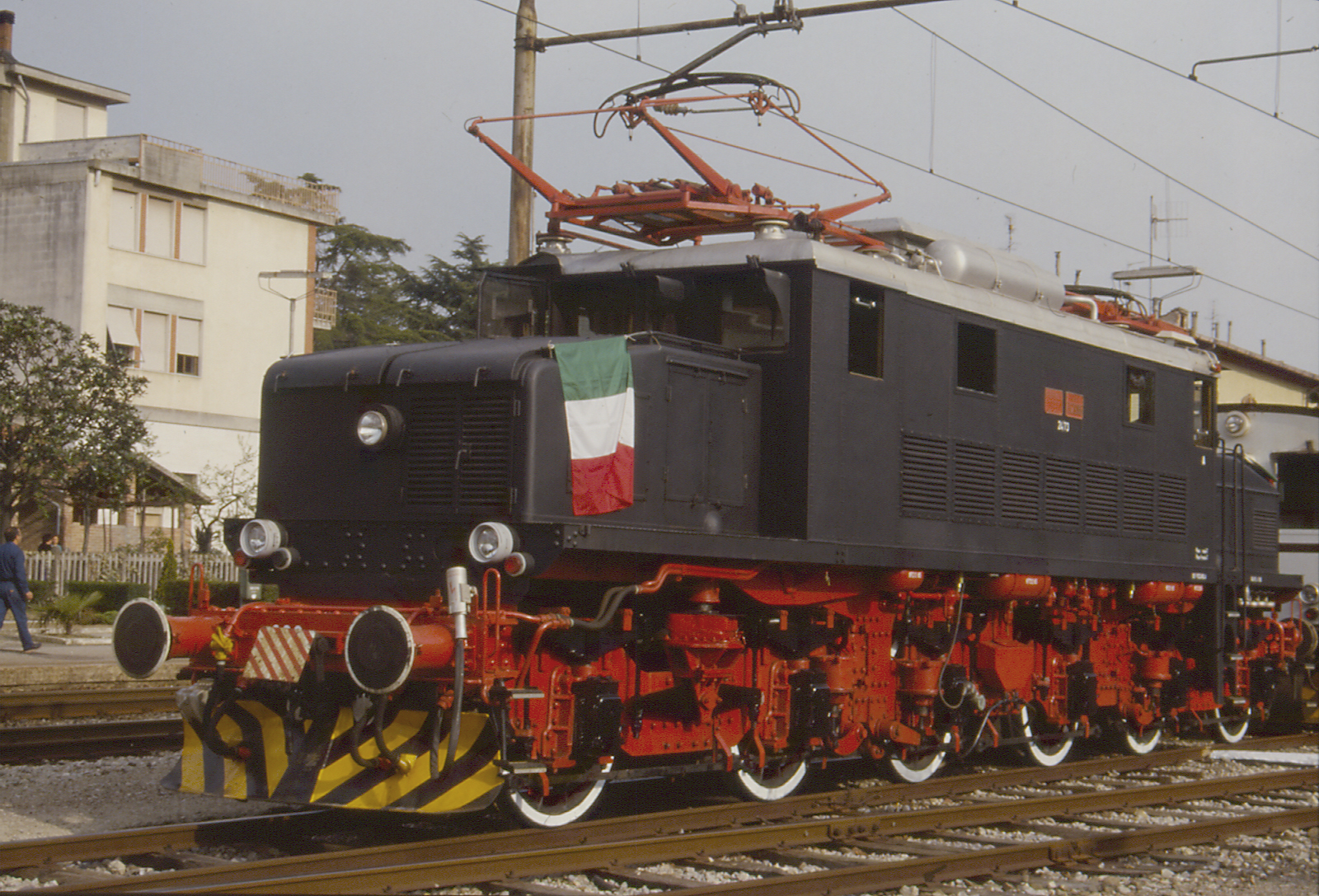
E.626.006 verniciata nella livrea nera LFI

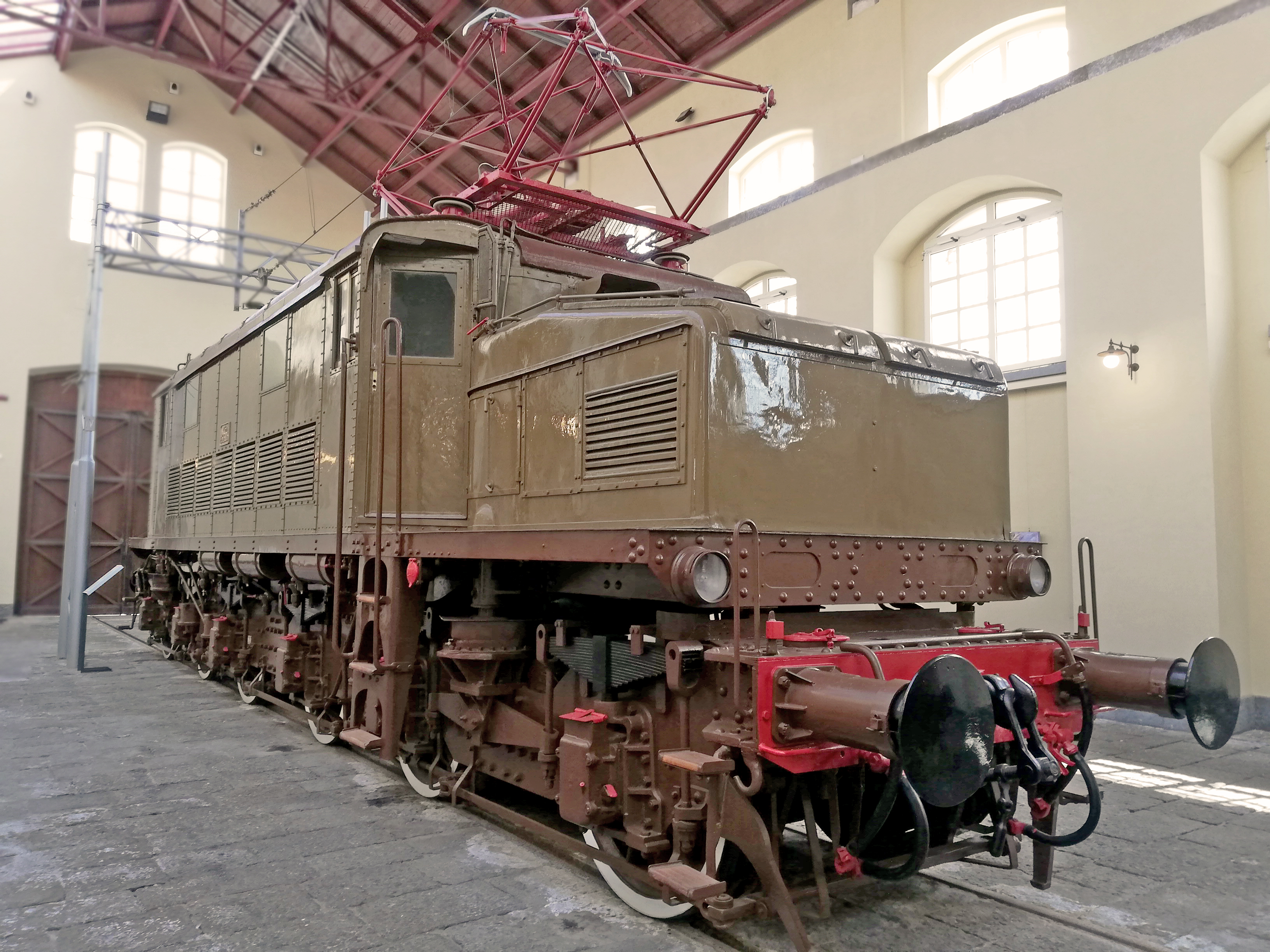
E.626.005 conservata statica al Museo nazionale ferroviario di Pietrarsa

- E.626.001, del deposito di Bologna.
- E.626.015, del deposito di Mestre, utilizzata negli ultimi anni in coda ad un treno storico trainato dalla locomotiva classe Gr.740.293 in occasione dell'inizio del carnevale di Venezia.
- E.626.045, accantonata al deposito di Santo Stefano di Magra.
- E.626.089, dell'Associazione Treni Storici Liguria di La Spezia.
- E.626.185, dell'Associazione Treni storici Liguria di La Spezia.
- E.626.187, in carico al vettore GTT, precedentemente era stata acquistata dalla SATTI assieme alle unità 150, 215, 386; ora si trova accantonata a Cirié (TO), in attesa di demolizione.[4]
- E.626.194, ripristinata funzionante nel 2024 presso il Deposito Officina Rotabili Storici di La Spezia Migliarina, utilizzando risorse del PNC-PNRR, attualmente è la seconda unità del gruppo ad essere stata dotata di apparecchiature per il Sistema Controllo Marcia Treno.
- E.626.225, Gruppo ALe 883 di Tirano.
- E.626.231.
- E.626.238.
- E.626.266.
- E.626.287.
- E.626.294, curata dall'Associazione Treni Storici Liguria di La Spezia. Questa unità compare nel film "Romanzo criminale" del 2005 ed è stata la prima ad essere dotata di apparecchiature per il Sistema Controllo Marcia Treno.
- E.626.428, affidata all'Associazione TRENO D.O.C. di Palermo che ne ha effettuato il restauro estetico.
- E.626.443, Gruppo ALe 883 di Tirano.

Conservate staticamente:
- E.626.005, Museo nazionale ferroviario di Pietrarsa (NA).
- E.626.033, Museo ferroviario della Puglia, Lecce (LE).
- E.626.059, Museo ferroviario di Trieste Campo Marzio, unica della sua serie ad essere rimasta nelle condizioni d'origine.
- E.626.128 a Santo Stefano di Magra.
- E.626.189 dell'ATTS di Pistoia.
- E.626.150, 215 e 248, presso il Museo ferroviario piemontese a Savigliano.
- E.626.156 monumentata all'ingresso delle OMC di Foligno.
- E.626.384 (ex E.626.188) monumentata presso Hotel Willy a Gemona del Friuli (UD).
- E.626.249 monumentata al museo del volo di Volandia di Somma Lombardo (VA), trasferita dall'ex museo Ogliari di Ranco (VA).

## Galleria d'immagini

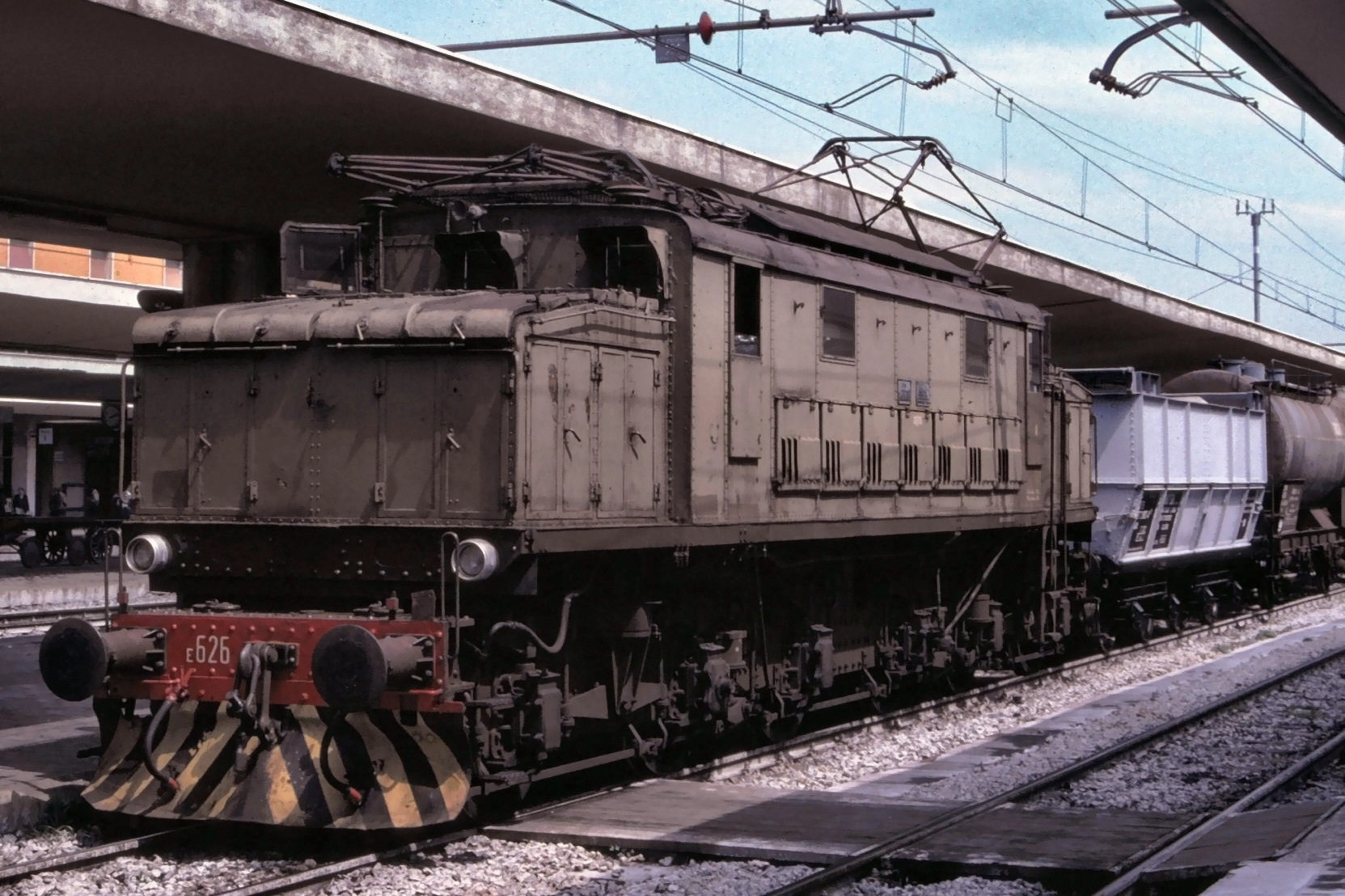
E.626.106 a Pisa
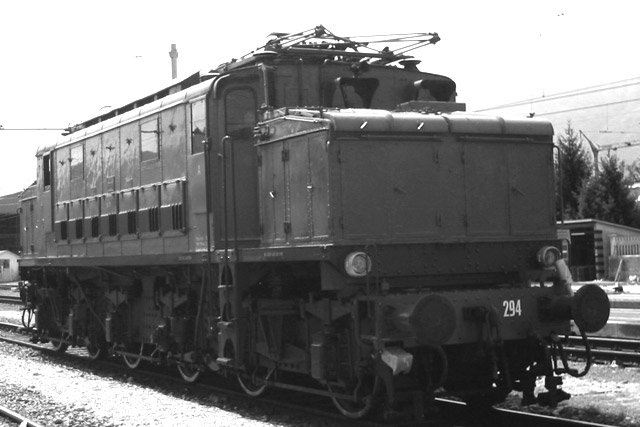
E.626.294
Dep. Loc. Firenze
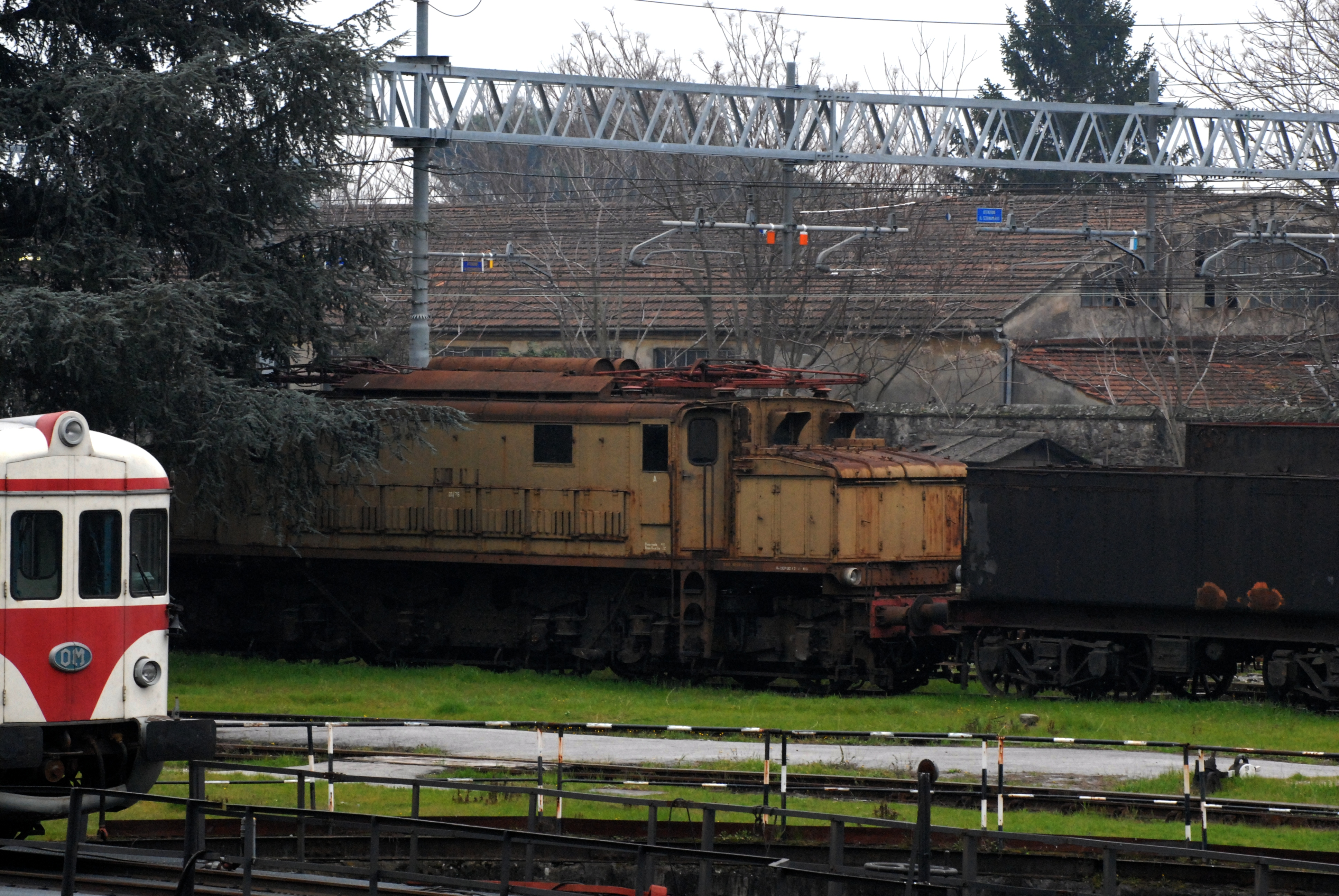
E.626.428 a Pistoia
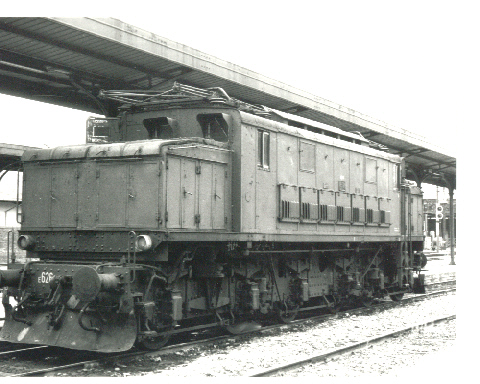
E.626.445, giugno 1983
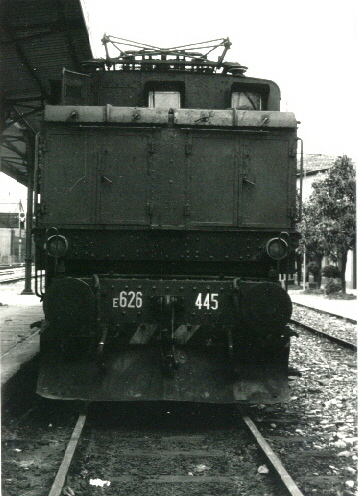
E.626.445, giugno 1983